# VAE Apcarom
VAE Apcarom este o companie producătoare de material rulant din Buzău, România.
Compania a fost înființată în anul 1973 sub denumirea de IPICCF și este singurul producător de aparate de cale și componente de aparate de cale ferată și metrou.
În perioada 1991, denumirea companiei a fost Apcarom SA.
Din 1998, firma a fost preluată de concernul internațional VAE AG.
Principalul acționar al companiei este VAE GmbH, subsidiară a grupului austriac Voestalpine, care deține 92,32% din capitalul social al firmei.
Acțiunile societății sunt tranzacționate la categoria a doua a Bursei de Valori București (BVB), din data de 20 iunie 1997, sub simbolul APC.
Număr de angajați în 2009: 243
Cifra de afaceri:
- 2009: 87,6 milioane lei (20,6 milioane euro)[3]
- 2008: 87,5 milioane lei (23,7 milioane euro)[1]
- 2007: 77,9 milioane lei[1]
- 2006: 50,4 milioane lei (14,9 milioane euro)[4]
- 2004: 51,4 milioane lei[4]

Venit net:
- 2009: 11 milioane lei (2,6 milioane euro)[6]
- 2008: 2,8 milioane lei (775.000 euro)[1]
- 2007: 3,7 milioane lei[1]
- 2006: 2,3 milioane lei (aproape 700.000 euro)[4]
- 2005: 4,7 milioane lei[4]